# АТХ код D03
АТХ код D03 (англ. ATC code D03)  «Препараты для лечения ран и язв» — раздел система буквенно-цифровых кодов Анатомо-терапевтическо-химической классификации, разработанных Всемирной организацией здравоохранения для классификации лекарств и других медицинских продуктов. Подгруппа D03 является частью группы препаратов D «Препараты для лечения заболеваний кожи».
Коды для применения в ветеринарии (ATCvet коды) могут быть созданы путём добавления буквы Q в передней части человеческого Код ATC: QD03.
Из-за различных национальных особенностей в классификацию АТС могут включаться дополнительные коды, которые отсутствуют в этом списке, который составлен Всемирной организацией здравоохранения.

## D03A Препараты для лечения гиперрубцевания

### D03AX  Другие препараты для лечения гиперрубцевания
- D03AX01 Кадексомера йодин
- D03AX02 Дектраномер Cadexomer iodine[англ.]
- D03AX03 Декспантенол
- D03AX04 Кальция пантотенат
- D03AX05 Гиалуроновая кислота
- D03AX06 Бекаплермин
- D03AX07 Глицерил тринитрат
- D03AX08 Изосорбида динитрат
- D03AX09 Crilanomer[англ.]
- D03AX10 Enoxolone[англ.]
- D03AX11 Tetrachlorodecaoxide[англ.]
- QD03AX90 Ketanserin[англ.]

## D03B Ферментные препараты

### D 03BA Протеолитические ферменты
- D03BA01 Трипсин
- D03BA02 Клостридиопептидаза
- D03BA52 Клостридиопептидаза в комбинации с другими препаратами